# Jaźwiska
Jaźwiska is een plaats in het Poolse district  Tczewski, woiwodschap Pommeren. De plaats maakt deel uit van de gemeente Gniew en telt 466 inwoners.